# Tullia Calzavara
Tullia Calzavara (Padova, 24 agosto 1983) è una golfista italiana.
Passa professionista nel 2003, dopo che nei dilettanti è arrivata con la nazionale alla finale degli Europei a squadre 1999 e dopo aver vinto il British Girls del 2000.
Nel 2005 è stata 25ª nel ranking europeo.